# Pseudorabdion taylori
Pseudorabdion taylori là một loài rắn trong họ Rắn nước. Loài này được Leviton & Brown mô tả khoa học đầu tiên năm 1959.